# Union Councils du Pakistan
Un Union Council est la plus petite subdivision administrative existant au Pakistan. C'est une fraction des tehsils. Un union council est dirigé par un nazim (ناظم), secondé par un vice nazib (naib nazim نائب ناظم).